# Flavi Calvisi
Flavi Calvisi (en llatí: Flavius Calvisius) va ser un magistrat romà del segle ii.
Va ser governador romà d'Egipte sota Marc Aureli. Va participar en la revolta d'Avidi Cassi, però l'emperador el va tractar relativament bé i es va limitar a desterrar-lo a una illa.